# Katie Crippen
Catherine „Katie“ Crippen (* 17. November 1895 in Philadelphia; † 25. November 1929 in New York City) war eine amerikanische Entertainerin und klassische Bluessängerin. Sie war zunächst bekannt als Little Katie Crippen.

## Wirken
Crippen trat um 1920 in Edmond’s Cellar in New York City auf. 1921 nahm sie für Black Swan Records vier Songs im klassischen Blues-Stil unter ihrem Namen und einen unter dem Pseudonym Ella White auf; dabei wurde sie vom Orchester von Fletcher Henderson begleitet. 1922/23 tourte sie als Star der Revueband Liza and Her Shuffling Sextet, zu der auch Fats Waller gehörte. Anschließend begründete sie die Revue Katie Crippen and Her Kids, in der sie ein junger Count Basie begleitete. Ihr Manager und musikalischer Leiter war der Posaunist Lou Henry, mit dem sie verheiratet war.
In den späteren 1920er Jahren trat Crippen in Revuen am Lafayette Theater in New York City auf, für die auch Eubie Blake komponierte, und tourte mit dem Tänzer Dewey Brown als Crippen & Brown durch die RKO-Theater.
Nach längerer Erkrankung starb Crippen am 25. November 1929 in New York City an Krebs.
Crippens vollständige Aufnahmen wurden von Document Records unter dem Titel Fletcher Henderson and the Blues Singers. Vol. 1 im CD-Format wiederveröffentlicht.